# Електроавтотранс (Івано-Франківськ)
КП «Електроавтотранс» (до 2010 — ДКП «Електроавтотранс», до 1998 — Івано-Франківське тролейбусне управління) — підприємство, яке займається пасажирськими перевезеннями як на території міста Івано-Франківська (обслуговує 8 тролейбусних та 21 автобусний маршрут), так і на декількох приміських маршрутах. 
Проектна потужність тролейбусного депо становить 100 машин. Загальна протяжність контактної мережі — 63 км.

## Загальна інформація
Адреса підприємства: 76008, м. Івано-Франківськ, вул. Тролейбусна, 40.

Директор підприємства: Голутяк Віталій Юрійович.

Перший заступник: Яковець Леонід Іванович.

## Рухомий склад
Станом на 1 січня 2011 року на балансі підприємства перебувало 46 пасажирських тролейбусів та 13 пасажирських автобусів.
Станом на 1 січня 2017 року інвентарний парк КП «Електроавтотранс» налічує 63 транспортних засоби, з них 54 тролейбусів та 9 автобусів.
У тендері на поставку комунальному підприємству “Електроавтотранс” (Івано-Франківськ) 12 низькопідлогових великих міських автобусів перемогло ТОВ “Сучасні вантажівки”, що входить до складу великого українського Автомобільного холдингу АВТЕК, запропонувавши автобуси Güleryüz Cobra GD 272 LF виробництва Туреччини за 65,995 млн грн при очікуваній сумі закупівлі 70,8 млн грн.
У 2018 році підприємство уклало угоду з АК "Богдан Моторс" на поставку 24 автобусів "Богдан-А70132" (міський низькопідлоговий 12-метровий автобус) загальною вартістю 100,8 мільйонів гривень. Гарантійний термін використання автобусів 24 місяці, або 100 тисяч кілометрів пробігу.
Станом на 1 вересня 2022 року на балансі підприємства перебувало 86 тролейбусів та 68 автобусів великого та середнього класу.
Комунальний перевізник "Електроавтотранс" обслуговує 8 тролейбусних маршрутів та 21 автобусний маршрут №23, 27, 29, 40, 41, 45, 46, 47, 49, 50, 51, 52, 53, 54, 55, 56, 57, 58, 59, 60, 61.

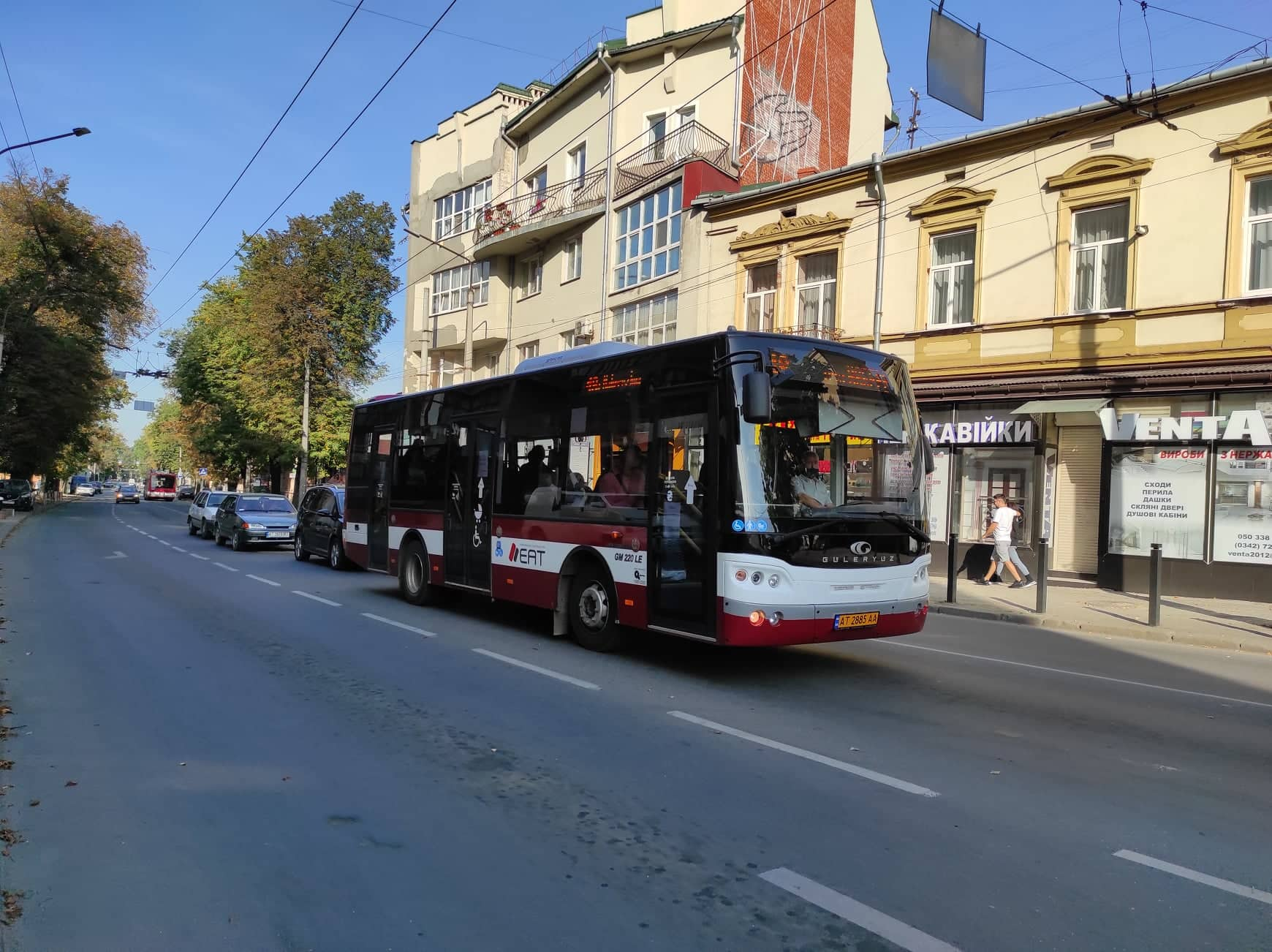
Автобус КП "Електроавтотранс" турецької марки Güleryüz Cobra GM220LE в Івано-Франківську у 2021 році

| Тролейбуси            |                         |                         |
| Тип моделі            | Кількість на 01.01.2017 | Кількість на 01.09.2022 |
| БКМ 321               |                         | 29                      |
| Volvo V7000 AT        |                         | 17                      |
| Gräf&Stift NGT204 M16 | 7                       | 17                      |
| Škoda 14Tr02/6        | 14                      | 1                       |
| Škoda 14Tr02          | 8                       | 1                       |
| ЛАЗ E183D1            | 5                       | 5                       |
| Gräf&Stift GE112 M16  | 5                       | 5                       |
| Škoda 14Tr07          | 4                       | 1                       |
| ЮМЗ Т2                | 3                       |                         |
| Škoda 14Tr10/6        | 3                       | 1                       |
| Škoda 14Tr03          | 2                       | 1                       |
| ЮМЗ Т1                | 1                       |                         |
| ЮМЗ Т1Р (Т2П)         | 1                       |                         |
| Škoda 15Tr13/6M       | 1                       | 1                       |
| Всього:               | 54                      | 86                      |

| Автобуси               |                         |            |                   |
| Тип моделі             | Кількість на 01.09.2022 | Довжина, м | Місткість (макс.) |
| Богдан А701            | 40                      | 12         | 100               |
| Güleryüz Cobra GM220LE | 12                      | 12         | 100               |
| Güleryüz Cobra GD272LF | 12                      | 9          | 75                |
| МАЗ-206                | 4                       | 8,6        | 75                |
| Всього:                | 68                      |            |                   |

## Дивись також
- Івано-Франківський тролейбус
- Івано-Франківський автобус
- Пижик